# Antony Anandarayar
Antony Anandarayar (ur. 17 lipca 1945 w Varadarajanpet, zm. 4 maja 2021 w Ćennaj) – indyjski duchowny rzymskokatolicki, od 2004 do 2021 arcybiskup Pondicherry i Cuddalore. Od konsekracji do 10 czerwca 2004 pełnił funkcję biskupa Ootacamund.